# نئوهاوس
نئوهاوس (انگلیسی: Neuhaus) شرکت صنایع غذایی بلژیکی است، که در سال ۱۸۵۷ تأسیس شد.